# Peterborough Hustlers
I Peterborough Hustlers sono stati una squadra di football americano di Peterborough, in Gran Bretagna. Fondati nel 1987, hanno chiuso nel 1991.

## Dettaglio stagioni

### Tornei nazionali

#### Campionato

##### BGFL Premiership
| Stagione | regular season | regular season | regular season | regular season | regular season | regular season | playoff | playoff | playoff | playoff | playoff | playoff          | playoff            |
|          | Vin            | Par            | Per            | Tot            | PF             | PS             | Vin     | Per     | Tot     | PF      | PS      | risultato        | avversaria         |
| -------- | -------------- | -------------- | -------------- | -------------- | -------------- | -------------- | ------- | ------- | ------- | ------- | ------- | ---------------- | ------------------ |
| 1988     | 9              | 0              | 1              | 10             | 183            | 79             | 0       | 1       | 1       | 6       | 12      | Ottavi di finale | Leicester Huntsmen |
| Totale   | 9              | 0              | 1              | 10             | 183            | 79             | 0       | 1       | 1       | 6       | 12      |                  |                    |

Fonti: Enciclopedia del Football - A cura di Roberto Mezzetti

### Riepilogo fasi finali disputate
| Anno           | Luogo | Evento           | Fase del torneo  | Incontro                                   | Risultato |
| 14 agosto 1988 |       | BGFL Premiership | Ottavi di finale | Leicester Huntsmen - Peterborough Hustlers | 12 - 6    |